# 고지로촌 (나가사키현)
고지로촌(神代村)은 나가사키현 미나미타카키군에 있던 촌이다. 

## 지리
시마바라 반도의 북부에 위치한다.

## 역사
- 1889년 4월 1일 - 정촌제 시행에 의해 미나미타카키군 고지로촌이 성립하였다.
- 1912년 10월 10일 -  시마바라 철도 고지로역이 개업하였다.
- 1957년 3월 22일 - 구니미정에 편입해 고지로촌은 소멸하였다.

## 교통

### 철도
- 시마바라 철도
  - 시마바라 철도선

## 참고문헌
- 角川日本地名大辞典 42 長崎県
- 長崎県南高来郡町村要覧．上編「神代村」 （1893年） 国立国会図書館デジタルコレクション